# Іден Тауншип (округ Ланкастер, Пенсільванія)
Іден Тауншип (англ. Eden Township) — селище (англ. township) в США, в окрузі Ланкастер штату Пенсільванія. Населення — 2239 осіб (2020).

## Демографія
Згідно з переписом 2010 року, у селищі мешкали 2094 особи в 647 домогосподарствах у складі 527 родин. Було 662 помешкання
Расовий склад населення:
| - 98,1 % — білих - 0,6 % — азіатів - 0,2 % — чорних або афроамериканців |

До двох чи більше рас належало 0,6 %. Частка іспаномовних становила 1,3 % від усіх жителів.
За віковим діапазоном населення розподілялося таким чином: 34,6 % — особи молодші 18 років, 56,3 % — особи у віці 18—64 років, 9,1 % — особи у віці 65 років та старші. Медіана віку мешканця становила 30,2 року. На 100 осіб жіночої статі у селищі припадало 103,5 чоловіків;  на 100 жінок у віці від 18 років та старших — 106,8 чоловіків також старших 18 років.
Середній дохід на одне домашнє господарство  становив 71 523 долари США (медіана — 58 542), а середній дохід на одну сім'ю — 80 597 доларів (медіана — 66 875). Медіана доходів становила 42 321 долар для чоловіків та 32 500 доларів для жінок. За межею бідності перебувало 12,6 % осіб, у тому числі 12,9 % дітей у віці до 18 років та 2,7 % осіб у віці 65 років та старших.
Цивільне працевлаштоване населення становило 968 осіб. Основні галузі зайнятості: освіта, охорона здоров'я та соціальна допомога — 16,8 %, будівництво — 15,5 %, роздрібна торгівля — 14,8 %, виробництво — 14,4 %.